# Radioåret 1974

## Händelser

### Februari
- 19 februari - BRMB (senare 96.4 BRMB) börjar sända i Birminghamområdet i Storbritannien.[1]

### April
- 2 april - Piccadilly Radio (senare Key 103 på FM och Piccadilly Magic 1152 (var Piccadilly Gold och Piccadilly 1152 på MW) börjar sända i Manchesterområdet i Storbritannien.[1]

### Maj
- Maj - Strejk på Sveriges Radio.

### Juli
- 15 juli - Metro Radio börjar sända i Newcastle upon Tyneområdet i Storbritannien.[1]

### September
- 30 september - Swansea Sound (senare The Wave på FM), den första oberoende lokalradiostationen i Wales, Storbritannien börjar sända i Swanseaområdet.[1]

### Oktober
- 1 oktober - Radio Hallam (senare Hallam FM) börjar sända i Sheffieldområdet i Storbritannien.[1]
- 21 oktober - Radio City (senare City FM, och Radio City 96.7) börjar sända i Liverpoolområdet i Storbritannien.[1]

## Radioprogram

### Sveriges Radio
- 1 december - Årets julkalender är Frida och farfar.[2]

## Födda
- 13 februari - Jeff Duran
- 22 februari - Chris Moyles

### Fotnoter
1. 1 2 3 4 5 6  Radiomusications: Radio Reference: Independent Local Radio Stations (TBS Editors) Arkiverad 14 november 2010 hämtat från the Wayback Machine.; läst 28 april 2008
2. ↑  ”1974, Frida och farfar”. Sveriges Radio. http://sverigesradio.se/barn/julkalendrar/1974.stm. Läst 31 augusti 2015.